# 都市鳥研究会
都市鳥研究会（としちょうけんきゅうかい）は、東京などの都市に棲息している野鳥（以降、「都市鳥」と記述）の生態を解明することを目的として、1982年に発足した団体である。代表は唐沢孝一。
日本の都市を取り巻く環境は、1960年代から1973年の第一次オイルショックまでの高度経済成長期、田中角栄の日本列島改造論の具現化に伴う交通網整備による東京一極集中、1980年代後半から1990年代初頭まで続いたバブル景気などにより大きく変化した。
高度経済成長期には公害の発生による環境の悪化、また、人口の集中に伴う宅地開発による樹林や田園などの減少、高速道路や新幹線の整備によって生じた東京一極集中による更なる人口集中に伴う宅地開発、バブル景気時期の都市中心部のビル建設の増加による都市景観の変化（鉛筆ビルも含めた高層建築物群の拡大）、経済発展によって変化した食生活に起因する生ゴミの増加などは、都市鳥に大きな影響を与えた。
このような時代背景のもと、多くの野鳥が都市では見られなくなってしまったが、それらの野鳥とは逆に、都市に棲息地を移す野鳥がいる。ヒヨドリやキジバト、丸の内のカルガモ親子、新宿のハクセキレイ、街路樹のコゲラなどのほかに、猛禽類のツミやチョウゲンボウまでが都市に棲息するようになった。
本研究会は、都市に棲息する都市鳥の視点から見た都市環境の変化を解き明かすために、都市鳥の生態を解明するために、そしてまた、人と自然の共存方法を探るために活動している。

## 主な活動
- 東京駅を中心とした都心でのツバメの繁殖調査（1984年、1985年からは5年ごとに調査）
- 都心のカラスの3大ねぐら（明治神宮、国立科学博物館附属自然教育園、豊島岡墓地）におけるカラスの個体数調査（1985年から5年ごとに調査）
- 会報『URBAN BIRDS』と『都市鳥ニュース』の発行
- 都市鳥に関する出版物の発行
  - 『都市に生きる野鳥の生態』1988年。限定500冊 - トヨタ財団第3回研究コンクール研究奨励特別賞受賞
  - 『全国主要都市の都市鳥』1990年。

## 代表・顧問 唐沢孝一
唐沢 孝一（からさわ こういち）
- 都市鳥研究会　代表 1982-2011、 現 顧問
- NPO法人 自然観察大学　副学長 2002-12、 現 学長
- 文部大臣奨励賞受賞 - シジュウカラの研究
- 日本鳥学会奨学賞受賞 - モズの生態研究

### 略歴
- 1943年 - 群馬県生。
- 1966年 - 東京教育大学理学部生物学科卒業。東京都立高等学校の生物教師として36年間教鞭を執る。
- 1975年頃 - 都市に棲息する野鳥の研究を開始。
- 1980年—2007年 - 日本鳥学会評議員
- 1982年 - 都市鳥研究会を発足。
- 1989年—2009年 - 市川市博物館協議会委員
- 2000年5月—現在（2009年）- 市川市文化財保護審議会委員
- 2001年—2008年 - 埼玉大学教育学部講師
- 2002年 - 東京都立高等学校を退職。